# Björn Rother
Björn Rother (* 29. Juli 1996 in Stolberg) ist ein deutscher Fußballspieler. Der defensive Mittelfeldspieler steht beim FC Gütersloh unter Vertrag.

## Karriere

### Jugend
Rother spielte in seiner Jugend für den SV Breinig, TSV Hertha Walheim, Alemannia Aachen und Bayer 04 Leverkusen. In Aachen absolvierte er in Saison 2012/13 19 Spiele in der B-Junioren-Bundesliga und bereits zwei in der A-Junioren-Bundesliga 2012/13. Die A-Junioren der Aachener stiegen als Tabellenletzter ab und Rother wechselte nach Leverkusen. Dort blieb er zwei Jahre und brachte es in dieser Zeit auf zusammen 44 Einsätze in der A-Junioren-Bundesliga, in denen er 8 Tore erzielen konnte. Tabellarisch platzierte er sich mit Leverkusen jeweils im oberen Drittel. Zudem spielte er in Saison 2013/14 drei Mal (ein Tor) in der neu gegründeten UEFA Youth League, überstand jedoch die Gruppenphase nicht. Auch in der Folgesaison 2014/15 war nach ausgespielter Gruppenphase der Wettbewerb für Rother, er kam fünf Mal zum Einsatz und traf hierbei ein Mal, und Leverkusen zu Ende. Im DFB-Junioren-Vereinspokal 2013/14 schied er gegen den späteren Pokalsieger SC Freiburg im Halbfinale aus. Zuvor spielte Rother im Viertelfinale gegen die A-Jugend von Werder Bremen. In beiden Partien spielte er über die volle Distanz; gegen Bremen 120, gegen Freiburg 90 Minuten.

### Werder Bremen II
Im Sommer 2015 wagte er den Wechsel er aus der U-19 von Leverkusen zur zweiten Mannschaft von Werder Bremen in die 3. Liga. Sein Debüt in dieser Profiliga gab er am 5. September 2015 unter Trainer Alexander Nouri bei der 1:3-Niederlage gegen Preußen Münster. Rother stand in der Startelf, musste allerdings in der 43. Spielminute verletzungsbedingt ausgewechselt werden. Bis zum Saisonende brachte er es auf insgesamt 21 Einsätze (ein Tor) und schaffte mit den Drittligaaufsteiger 2016 den Klassenerhalt. Unter drei Trainern in der 3. Fußball-Liga 2016/17 – Alexander Nouri, Thomas Wolter und Florian Kohfeldt – konnte Rother seine Bilanz weiter verbessern, sodass er am Ende der Spielzeit 28 Drittligaeinsätze und ein Tor sowie einen weiteren Klassenerhalt mit Bremen II verbuchen konnte.

### 1. FC Magdeburg
Rother schloss sich zur Saison 2017/18 dem 1. FC Magdeburg an, bei denen er sich als Stammspieler durchsetzen konnte. Am Ende der Saison wurde er mit den Magdeburgern unter Trainer Jens Härtel Drittliga-Meister und stieg somit in die 2. Bundesliga auf. Gegen den Oberligisten 1. FC Lok Stendal (1:0) gelang im Mai 2018 zudem der Gewinn des Landespokals Sachsen-Anhalts. Mit dem FCM konnte Rother die Klasse in der 2. Fußball-Bundesliga nicht halten. Auch ein zum 14. Spieltag erfolgter Trainerwechsel, Jens Härtel wurde durch Michael Oenning ersetzt, konnte den Gang in die 3. Liga nicht verhindern. Rother brachte es auf 26 Zweitligaspiele und erzielte hierbei einen Treffer. Bereits im April 2019 verlängerte sich sein Vertrag aufgrund einer festgeschriebenen Einsatzklausel ohne Liga-Zugehörigkeit um ein weiters Jahr. Von Anbeginn der Saison 2019/20 verharrte Rother mit der Mannschaft im unteren Drittel der Tabelle. Letztlich konnte nach 10 Siegen, 17 Unentschieden und 11 Niederlagen Platz 14 und der Klassenerhalt erreicht werden. Während seiner drei Jahre in Magdeburg lief der gebürtige Stolberger vier Mal im DFB-Pokal für die Elbstädter auf. Er debütierte in diesem Wettbewerb am 13. August 2017 im Heimspiel gegen den Bundesligisten FC Augsburg und erreichte durch ein 2:0 die zweite Hauptrunde. Der nun zugeloste Gegner und Champions-League-Teilnehmer Borussia Dortmund erwies sich als zu stark und Rother musste eine 0:5-Niederlage hinnehmen. In den beiden folgenden Jahren schied man jeweils knapp mit 0:1 in der 1. Hauptrunde gegen den Zweitligisten SV Darmstadt 98 und dem Bundesligisten SC Freiburg aus dem DFB-Pokal aus.

### Hansa Rostock
Zur Saison 2020/21 wechselte der 23-jährige Mittelfeldmann Björn Rother ablösefrei und ligaintern vom 1. FC Magdeburg zum F.C. Hansa Rostock und traf dort auf seinen ehemaligen Trainer Jens Härtel. Er erhielt in Rostock einen Kontrakt über zwei Jahre und brachte die Erfahrung von 103 Drittliga-Spielen sowie 26 Zweitliga-Einsätze mit an die Ostsee. Am 16. August 2020 lief er erstmals im Dress der Hanseaten auf. Unter Hansa-Trainer Jens Härtel stand Rother im Halbfinale des Lübzer-Pils-Cups 2019/20, welcher aufgrund der Corona-Pandemie erst ab August 2020 – und nicht wie ursprünglich geplant und vorgesehen im Mai 2020 – zu Ende gespielt werden durfte, gegen den FC Schönberg 95 (5:0) in der Startelf, gewann selbigen Wettbewerb gegen den Torgelower FC Greif 3:0 und wurde somit Landespokalsieger Mecklenburg-Vorpommerns. Gegen den Bundesligisten VfB Stuttgart schied er mit Hansa in der ersten Hauptrunde des DFB-Pokals, Rother wurde in der 74. Minute eingewechselt, knapp mit 0:1 aus und erfuhr eine Woche später, am 19. September 2020, seinen ersten Drittliga-Einsatz für die Kogge am 1. Spieltag der Saison im Heimspiel gegen den MSV Duisburg (3:1). Im Laufe der Spielzeit, die am 22. Mai 2021 mit dem Aufstieg in die 2. Bundesliga beendet werden konnte, lief der Mittelfeldspieler 27 Mal (zwei Tore) für die Ostseestädter auf. In der nun folgenden Zweitligasaison 2021/22 verringerten sich seine Einsätze auf 14. Oft erhielt er kürzere Einsatzzeiten, nur fünf Partien absolvierte er über die volle Distanz von 90 Minuten. Im DFB-Pokal 2021/22 zog er mit der Mannschaft ins Achtelfinale ein und schied erst in diesem gegen den Bundesligisten und späteren Pokalsieger mit 0:2 aus dem Wettbewerb aus. Er erreichte mit der Mannschaft bereits vorzeitig das ausgegebene Saisonziel Klassenerhalt und platzierte sich mit der Kogge als bester Aufsteiger auf Rang 13. Nach Ablauf der Spielzeit endete seine Zeit bei den Nordostdeutschen und er verließ Hansa Rostock.

### Rot-Weiss Essen
Nachdem Rot-Weiss Essen zum Ende der Vorsaison der Aufstieg in die 3. Liga gelungen war, stellte der Verein Rother am 11. Juni 2022 als Neuverpflichtung vor. Der Vertrag sah eine Laufzeit bis 2024 vor. Der Vertrag wurde im Sommer 2024 nicht verlängert.

### FC Gütersloh
Im September 2024 unterschrieb Rother einen Vertrag beim FC Gütersloh aus der Regionalliga West.

## Erfolge
1. FC Magdeburg
- Landespokalsieger Sachsen-Anhalt: 2018
- Drittliga-Meister: 2018
- Aufstieg in die 2. Bundesliga: 2018

Hansa Rostock
- Landespokalsieger Mecklenburg-Vorpommern: 2020
- Aufstieg in die 2. Bundesliga: 2021